# Силиньш, Янис
Я́нис Си́линьш (латыш. Jānis Siliņš; род. 29 августа 1958 года) — латвийский политик и деятель культуры.
Окончил Государственную консерваторию (1987). Профессор и ректор Латвийской академии культуры (2004—2014), директор Музея театра имени Эдуарда Смильгиса. Депутат Рижской думы от «Гражданского союза». Режиссёр и сценарист множества латвийских фестивалей. Сценарист и режиссёр сериала «Latvijas teātra vēsture», документальных фильмов «Blaumaņa Skroderdienu raibais mūžs», «Blaumanis. Indrāni. Vēsts», «Blaumaņa komēdijas».
В 2018 году награждён Почётной грамотой Кабинета Министров Латвии.